# Errhomus lineatus
Errhomus lineatus är en insektsart som beskrevs av Baker 1898. Errhomus lineatus ingår i släktet Errhomus och familjen dvärgstritar.

## Underarter
Arten delas in i följande underarter:
- E. l. umatilla
- E. l. idahoensis
- E. l. cordatus